# حصارقوجه باغی
حصارقوجه باغی، روستایی از توابع بخش مرکزی شهرستان کبودرآهنگ در استان همدان ایران است. دارای مدرسه راهنمایی پسرانه به نام مدرسه ی پسرانه ی اخوت که از دانش آموزان روستاهای اطراف و خود روستا در این مدرسه تحصیل میکنند . 
این روستا مردمانی خون گرم ، تلاش گر ، و مهمان نواز و با اصالت دارد .  
این روستا دارای باغات انگور فراوانی است که مردم این روستا از این محصول استفاده های زیادی میکنند از جمله : شیره ی انگور ، پهن کردن انگور ها در جلوی نور آفتاب که باعث میشود به کشمش های خوشمزه ای تبدیل شوند که طرفدار خیلی زیادی هم دارند ، به عنوان میوه و ... 
از امکانات روستای حصار قوجه باغی : مسجد جامع صاحب الزمان ، مدرسه ی ابتدایی شرافت و راهنمایی اخوت پسرانه ، درمانگاه ، خانه بهداشت ، فروشگاه های متعدد ، سوله های کشاورزی ، رستوران غذایی با تجهیزات کامل ، سنگکی و نانانوایی ، ادراه ی مخابرات ، زمین بازی فوتبال ، پست بانک و ...
روستای حصار بدلیل داشتن زمین های کشاورزی زیاد ؛ مردم این روستا هر ساله محصولات کشاورزی زیادی از جمله : گندم ، جو ، سیب زمینی ، انگور ، گوجه ، خربزه ، خیار و هندوانه برداشت میکنند .

## جمعیت
این روستا در دهستان سرداران قرار دارد و براساس سرشماری مرکز آمار ایران در سال ۱۳۹۵، جمعیت آن ۸۷۱ نفر (۲۳۴خانوار) بوده‌است. مردم حصار قوجا باغی به زبان ترکی صحبت میکنند.